# Pilea cavaleriei
Pilea cavaleriei är en nässelväxtart. Pilea cavaleriei ingår i släktet pileor, och familjen nässelväxter.

## Underarter
Arten delas in i följande underarter:
- P. c. cavaleriei
- P. c. crenata